# Ateroma

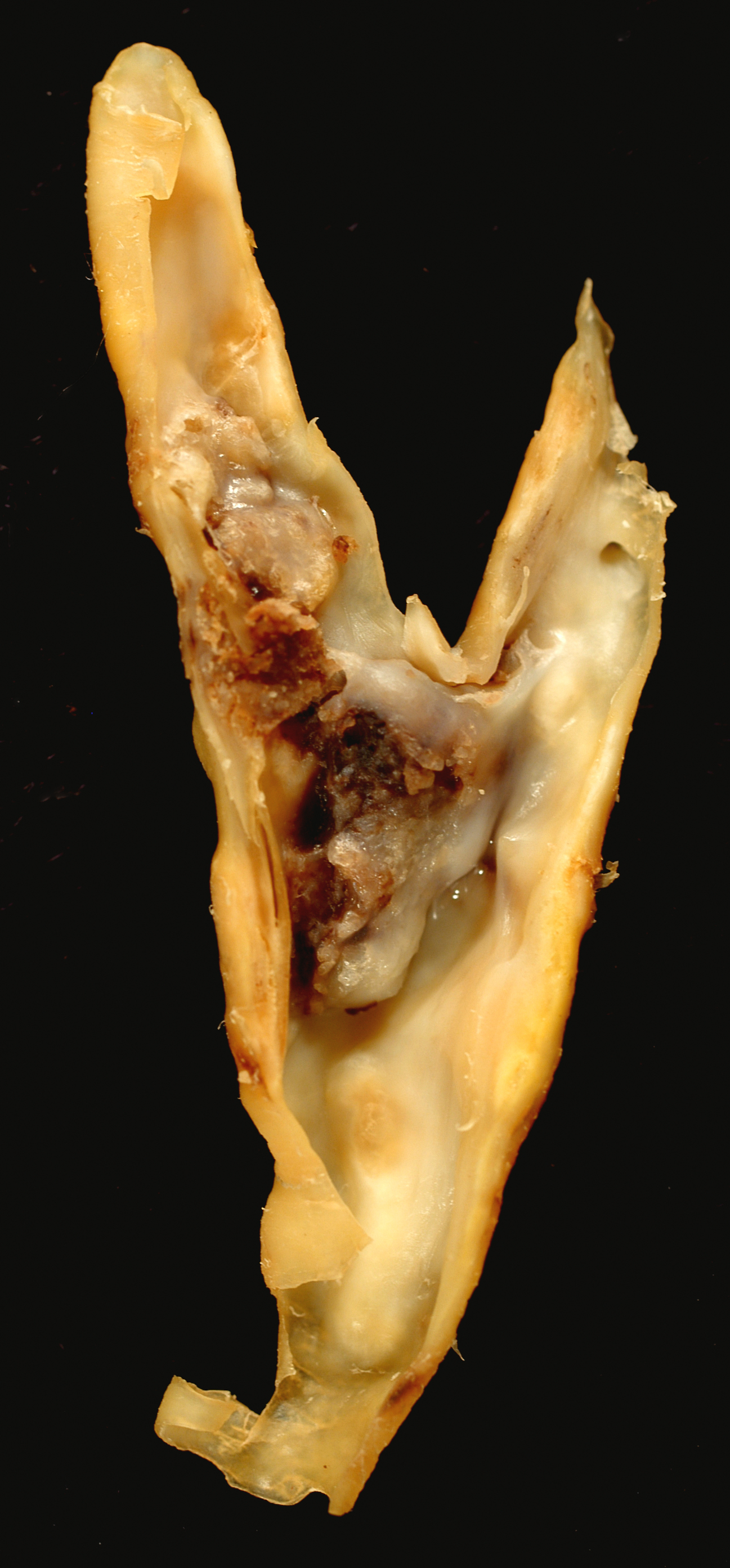
Placa arterioescleròtica d'una endarterectomia carotídia, on s'observa la bifurcació de la caròtide

Els ateromes o plaques d'ateroma són lesions focals (característiques de l'ateroesclerosi) que s'inicien a la capa interna d'una artèria. L'excés de partícules de lipoproteïnes de baixa densitat (LDL) al torrent sanguini s'incrusta a la paret de l'artèria. En resposta, els glòbuls blancs (monòcits) arriben al lloc de la lesió, enganxant-se a les molècules per adhesió. Aquest nou cos format és portat a l'interior de la paret de l'artèria per les quimiocines. Una vegada dins de la paret, els monòcits cobreixen la LDL per rebutjar-la, però si n'hi ha massa, s'apinyen, tornant-se escumosos. Aquestes "cèl·lules escumoses" reunides a la paret del vas sanguini formen una veta de greix. Aquest és l'inici de la formació de la placa d'ateroma.

## Desenvolupament de la placa

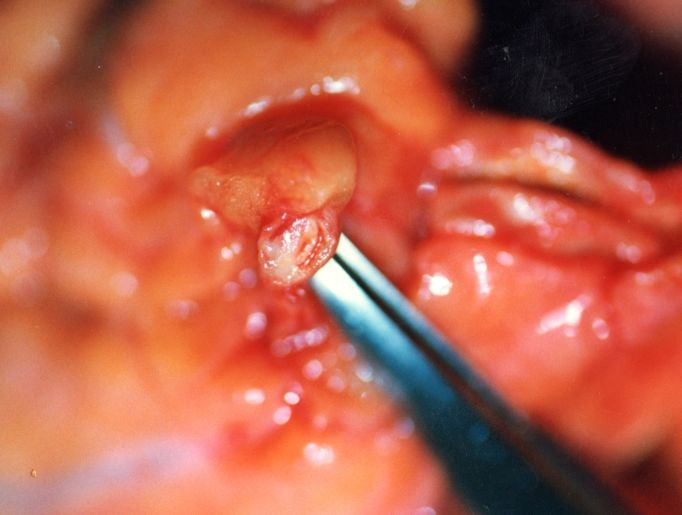
Placa ateromatosa molt important en una artèria coronària

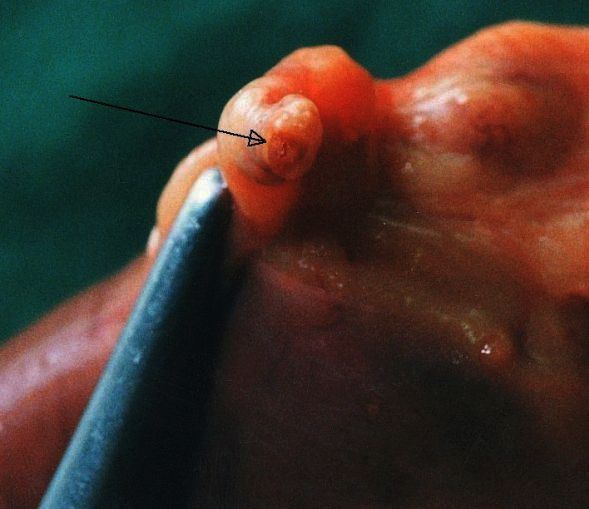
Estenosi ateromatosa greu d'una coronària, amb signes de recanalització de la placa

Primerament es produeix una disminució de la permeabilitat a les lipoproteïnes (sobretot de LDL). Aquestes proteïnes travessen l'endoteli acompanyades de monòcits que s'adhereixen a la capa íntima de les artèries. Aquesta capa s'inflama per la conversió dels monòcits en macròfags.
Si no hi ha gaires lipoproteïnes, els macròfags capten totes les que s'han rovellat i es modera la reacció inflamatòria; tanmateix, si són moltes les LDL que s'han congregat a la zona els macròfags es transformen en les cèl·lules escumoses abans esmentades.
Les cèl·lules escumoses acaben per esclatar i formar una massa de macròfags morts, colesterol, àcids grassos, triglicèrids i restes de les lipoproteïnes de color groguenc, que unit a la inflamació local de la capa interior, redueix molt la llum de l'artèria. Això, sumat a l'aparició de col·lagen en el punt de lesió, que atrapa la massa formada, és el que acaba formant la placa.

## Problemes
Aquesta situació causa el tancament total o parcial de les artèries causant una isquèmia en aquest punt concret o desprenent-se en forma d'èmbol i bloquejant qualsevol altra artèria del cos i pot causar un infart agut de miocardi o un accident vascular cerebral.